# Bertheauville
Bertheauville é uma comuna francesa na região administrativa da Normandia, no departamento de Sena Marítimo. Estende-se por uma área de 2,42 km². Em 2010 a comuna tinha 103 habitantes (densidade: 42,6 hab./km²).